# Estela Renner
Estela Renner é diretora, roteirista e co-fundadora da Maria Farinha Filmes.

## Biografia e Trabalho
Estela Renner morou durante sete anos nos Estados Unidos, onde fez Mestrado em Motion Pictures (MFA, Motion Pictures, 2003, UM)   e iniciou seus trabalhos audio-visuais. É criadora e roteirista (junto a Marcos Nisti) e diretora geral da série de ficção Aruanas, (TV GLOBO, Globoplay) que foi ao ar em 2020 e atingiu cerca de 30 milhões de espectadores. 
Através da Maria Farinha Filmes, seu trabalho é dedicado a ajudar a promover mudanças sociais e ambientais através obras audiovisuais. Estela escreveu e dirigiu Muito Além do Peso, documentário sobre a epidemia de obesidade infantil, e Criança: a Alma do Negócio, sobre os efeitos da propaganda dirigida às crianças. 

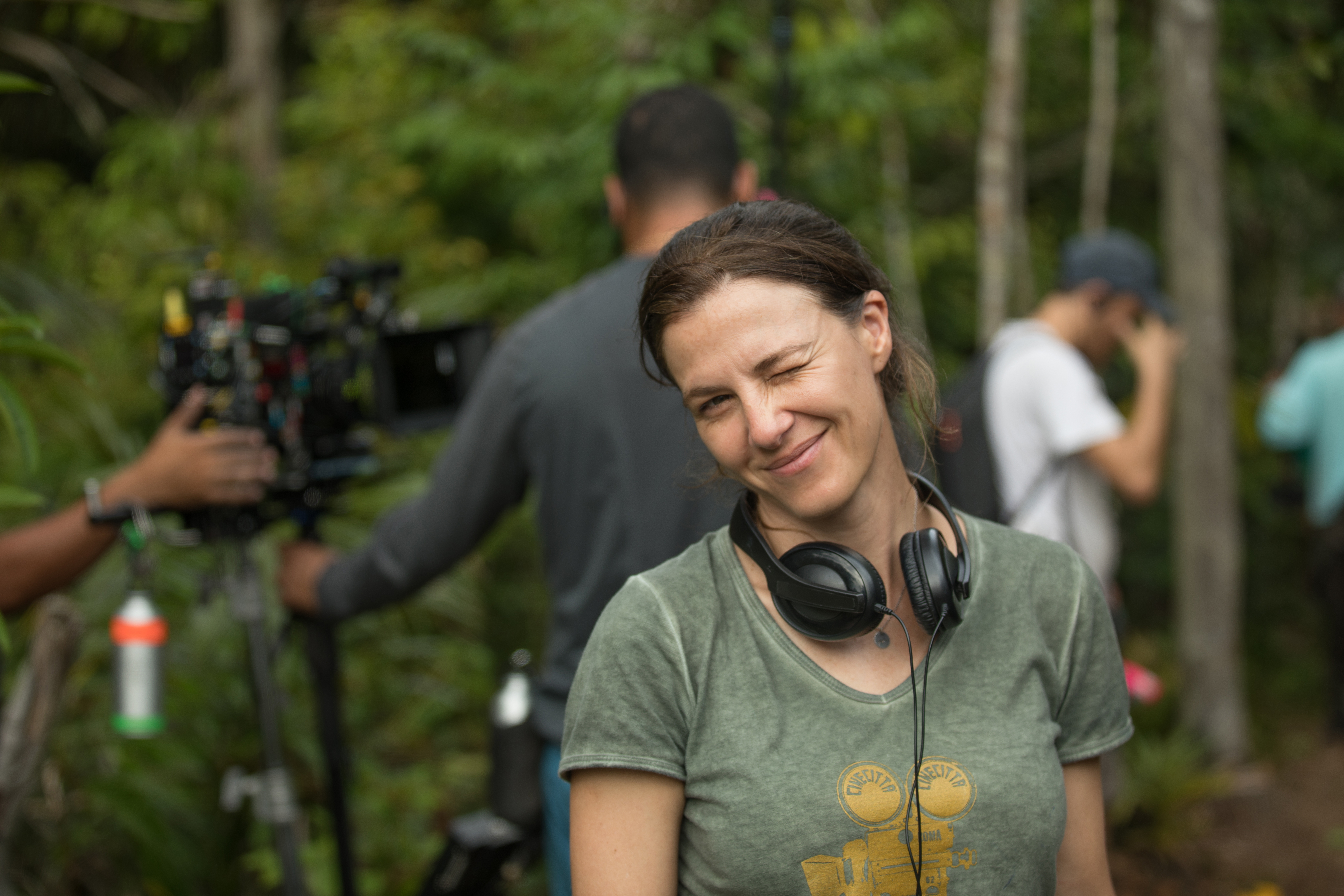
Estela Renner no set de filmagem da primeira temporada de "Aruanas"

Em 2016, a produtora lançou mais um documentário e uma série de seis episódios (Netflix) escrito e dirigido por ela - O Começo da Vida - sobre a importância das relações humanas nos primeiros anos de vida de cada pessoa. E no mesmo ano foi homenageada pelo Trip Transformadores. 
Para a TV Globo, a Maria Farinha Filmes produziu e Estela criou, junto a Marcos Nisti, e dirigiu a série Jovens Inventores, sobre adolescentes que criaram algo para melhorar a vida das suas comunidades. A série atingiu mais de 23 milhões de pessoas. 
Como roteirista, Estela também escreveu para a TV Globo a ficção Ela Faz Cinema, e para a Fox Internacional, o longa-metragem de animação Lino. Dirigido por Rafael Ribas, é o longa-metragem brasileiro que mais foi vendido no mercado internacional.
Ela também é produtora de diversos documentários, como Tarja Branca, um manifesto a importância de continuar sustentando um espírito lúdico, que surge em nossa infância e que o sistema nos impele a abandonar em nossa vida adulta e do Território do Brincar, que propõe um passeio pela geografia de gestos infantis que habitam brincadeiras de diversas regiões brasileiras. 
Em 2018 Estela participa como criadora e diretora da série Aruanas, co-produção Maria Farinha Filmes e Globo.